# Fallujah
Fallujah er en irakisk by med 250.884(2018) indbyggere, beliggende 69 km vest for Bagdad i provisen Al Anbar ved bredden af Eufrat. Den er kendt som moskébyen på grund af sine mere end 200 moskeer i selve byen samt i de omkringliggende landsbyer. Byen er hovedsagelig sunnimuslimsk.
Fallujah kan dateres tilbage til det babyloniske rige. 
Irakkrigen har efter sigende skadet mere end 60% af byens bygninger, heraf er de 20% helt ødelagt, ligesom 60 af byens moskeer.[kilde mangler]
Byen har været et centrum for den irakiske opstand mod de amerikanske besættelses tropper efter Golfkrigen 2003. Den 8. november 2004 iværksatte den amerikanske besættelsesmagt en operation mod byen for at rense byen for oprørere.

## Ekstene henvisninger
- Wikimedia Commons har flere filer relateret til Fallujah